# الماسونية في إندونيسيا

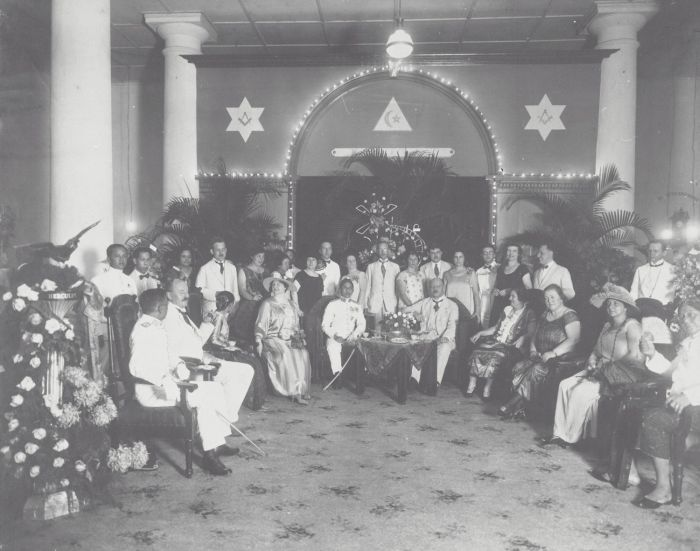
صورة جماعية مع المقيم إل. إف. دينغيمانز وهامينجكو بويونو الثامن، سلطان يوجياكارتا، أثناء زيارة حفل استقبال في محفل ماسوني "ماتارام" للاحتفال بالذكرى السنوية لشركة فان جوركوم وشركاه

الماسونية في إندونيسيا قدمت الماسونية إلى ما يعرف اليوم بإندونيسيا خلال عصر شركة الهند الشرقية الهولندية في القرن الثامن عشر، وانتشرت في جميع أنحاء جزر الهند الشرقية الهولندية خلال موجة من التغريب في القرن التاسع عشر. شمل الماسونيون في الأصل فقط الأوروبيين والهنود الأوروبيين، ولكن في وقت لاحق أيضًا من السكان الأصليين الذين حصلوا على تعليم غربي.
الماسونية النشطة موجودة في جميع أنحاء جزر الهند الشرقية الهولندية (الآن إندونيسيا) من 1762 إلى 1962. تأسست أول نزل في آسيا «لا شويسي» في باتافيا من قبل جاكوب كورنيليس ماثيوس راديماخر (1741-1783). في يوليو 1772 أسس أبراهام فان دير ويجدين لودج أسموه لا فيديل سينسيتي في باتافيا. في عام 1922 أجرى جراند هولاند بروفينال هولندي تحت المنطقة الشرقية من هولندا، في باتافيا سيطرته على عشرين إقامة في المستعمرة. أربعة عشر في جاوة وثلاثة في سومطرة وغيرها في أماكن مثل ماكاسار.
لعبت الأكواخ في المستعمرة دورًا في التحرر الاجتماعي للهند الأوروبيين، وكذلك لما يسمى المستشرقين الأجانب، مثل العرقيين الصينيين والعرب. كما كان للماسونية تأثير كبير على الصحوة الوطنية الإندونيسية التي سبقت الثورة الوطنية. في عام 1836 كان الرسام رادين صالح أول شخص من السكان الأصليين يصبح ماسونيًا وانضم إلى لودج إندريخت ماكت ماشت في لاهاي. كان أول عضو من السكان الأصليين في نزل في جزر الهند الشرقية الهولندية هو عبد الرحمن سليل سلطان بونتياناك، في عام 1844. كان الماسوني الشهير والماجستير الكبير هو السياسي الهندي دي ديك هوج، الذي كان الزعيم الرئيسي ل حركة تحرير الهند ورئيس التحالف الهندي الأوروبي. كان الماسونيون البارزون الآخرون السياسي والبرلماني لوا سيك هي.